# Devil Is Fine
Devil Is Fine è il primo album in studio del gruppo musicale svizzero Zeal & Ardor, pubblicato il 25 aprile 2016.

## Descrizione
Inizialmente distribuito per il download digitale, il disco si compone di nove brani. Nel corso dell'anno la Reflections Records ha pubblicato l'album in formato vinile, mentre nel 2017 la MVKA anche in edizione CD.

## Tracce
Testi e musiche di Manuel Gagneux.
1. Devil Is Fine – 3:12
2. In Ashes – 2:38
3. Sacrilegium I – 2:00
4. Come on Down – 3:19
5. Children's Summon – 3:08
6. Sacrilegium II – 2:11
7. Blood in the River – 3:33
8. What Is a Killer Like You Gonna Do Here? – 2:15
9. Sacrilegium III – 2:44

## Formazione
- Manuel Gagneux – voce, strumentazione, copertina
- Noé Herrmann – copertina

## Classifiche
| Classifica (2017) | Posizione massima |
| ----------------- | ----------------- |
| Svizzera          | 17                |